# Karl Hass
Karl Hass (5. října 1912, Kiel – 21. dubna 2004, Castel Gandolfo) byl německý válečný zločinec, v roce 1998 odsouzený na doživotí za svou roli při masakru 335 italských civilistů v Ardeatinských jeskyních u Říma v březnu 1944.
Hass nebyl z válečných zločinů obviněn hned po druhé světové válce. K odsouzení v roce 1998 vedla jeho účast při soudním procesu s někdejším velitelem oddílů SS Erichem Priebkem. Ten byl dopaden v Argentině téměř 50 let po skončení války a Hass v jeho procesu původně vystupoval jako svědek.

## Životopis
V roce 1934 Hass vstoupil do zpravodajské služby SS Sicherheitsdienst. Po pádu Benita Mussoliniho v roce 1943 byl Hass poslán do Říma, aby vytvořil síť radiooperátorů a organizoval sabotéry za spojeneckými liniemi. Sloužil zde dále pod SS-obersturmbannführerem Herbertem Kapplerem a napomohl k deportaci více než tisíce Židů do Osvětimi.
Poté, co 23. března 1944 italští partyzáni zaútočili proti jednotce SS, v níž přišlo o život 33 německých vojáků, Hass a mj. také velitel SS Erich Priebke shromáždili 335 italských civilistů a následujícího dne je nechali odvézt do Ardeatinských jeskyní na okraji Říma. Hass, Priebke a jejich vojáci všechny zajatce systematicky popravili střelou do týla.
Po skončení války byl Hass zajat spojenci. Místo aby byl stíhán za své válečné zločiny, byl patrně zaměstnán zpravodajskou službou CIC americké armády k provádění špionáže v Sovětském svazu.
Soudu se tehdy ještě vyhnul i Priebke, kterému se podařilo uprchnout do Argentiny. Z masakru v Ardeatinských jeskyních se tak po válce zodpovídal pouze Kappler, v roce 1947 odsouzený na doživotí.
Počátkem 90. let však byl v Jižní Americe americkým reportérem objeven Priebke, který byl následně vydán italskému soudu. Hass přijel do Itálie, aby proti němu svědčil. V předvečer dne, kdy měl u soudu vypovídat proti svému někdejšímu kolegovi, se Hass pokusil přes balkón uprchnout ze svého hotelového pokoje. Když se snažil slézt dolů, uklouzl, spadl a vážně se zranil. Byl převezen do nemocnice, kde pak před soudními úředníky svědčil. Sám se přiznal k usmrcení dvou civilistů, přičemž své jednání hájil tím, že pouze vykonával rozkazy.
Za svůj podíl na Ardeatinském masakru byl nakonec v roce 1998, stejně jako Priebke, odsouzen na doživotí. Kvůli pokročilému věku a chatrnému zdraví žil Hass až do své smrti v domácím vězení v městečku Castel Gandolfo u Říma.